# Eucharia albinisans
Eucharia albinisans är en fjärilsart som beskrevs av Charles Oberthür 1912. Eucharia albinisans ingår i släktet Eucharia och familjen björnspinnare. Inga underarter finns listade i Catalogue of Life.